# Thierry Tur
Pour les personnes ayant le même patronyme, voir Tur.
Thierry Tur est un footballeur français né le 17 septembre 1958 à Neuilly-sur-Seine. Il évoluait au poste d'attaquant.

## Biographie
Thierry Tur joue principalement en faveur de l'AS Béziers et du FC Sète.
Au cours de sa carrière, il dispute plus de 200 matchs en Division 2.